# Quentin Beunardeau
Quentin Régis Beunardeau (Le Mans, 27 februari 1994) is een Frans voetballer die speelt als doelman. In juli 2023 verruilde hij Leixões voor Red Star.

## Clubcarrière
Beunardeau begon zijn carrière in 1999 in de jeugdopleiding van Stade Olympique du Maine, maar na vijf jaar maakte de doelman de overstap naar Le Mans. Aldaar speelde hij acht jaar lang in de jeugd, voordat hij in 2012 overgeheveld werd naar het eerste elftal van de club. Dat ging ook direct gepaard met zijn eerste professionele contract, dat hem tot medio 2016 bij Le Mans moest houden. In de openingswedstrijd van het seizoen 2012/13 maakte Beunardeau zijn debuut, toen er met 2–2 gelijkgespeeld werd tegen RC Lens. Dat seizoen kwam hij tot vijf competitiewedstrijden en in de zomer van 2013 verliet hij de club.
Beunardeau zat hierop een halfjaar zonder club en in januari 2014 tekende hij voor Nancy. In 2015 werd de Fransman voor één seizoen verhuurd aan Tubize. Die club nam hem het jaar erop ook definitief over. Na één seizoen verliet de doelman Tubize toen zijn contract afliep. Hierop verkaste hij naar FC Metz, waar hij zijn handtekening zette onder een verbintenis voor de duur van twee seizoenen. Een jaar na zijn komst trok Aves de doelman aan. Hier vertrok hij in april 2020 samen met drie ploeggenoten, nadat de club al drie maanden geen salarissen meer had uitbetaald. Na een periode bij Gil Vicente tekende Beunardeau in de zomer van 2021 voor Leixões. Hij keerde medio 2023 terug in Frankrijk, waar hij voor Red Star ging spelen.